# モンセラード郡
モンセラード郡（モンセラードぐん、英語: Montserrado County）は西アフリカリベリアにある15の郡（County）の中の1つで、リベリアの首都モンロビアがある。面積1,908km2で国内15郡中最も小さく、一方で人口は約192万人（2022年国勢調査）で国内で最も多い。中心地はベンソンビル。グランドバッサ郡と並んで同国最古の郡のひとつである。

## 隣接行政区画
- ボミ郡
- ボン郡
- マージビ郡

## 下位行政区画
モンセラード郡は4地区（District）に分かれている。
- キャリスバーグ地区（Careysburg District）
- グレーターモンロビア地区（Greater Monrovia District）
- セントポールリバー地区（St. Paul River District）
- トディ地区（Todee District）

## 歴史
モンセラード郡はアメリコ・ライベリアンこと、アメリカの解放奴隷がリベリアを入植する際、最初に到着した地である。アメリコ・ライベリアンはモンロビア付近にあるプロビデンス島に最初に到着し、原住民のクル族と初めて遭遇した。
1839年1月5日、モンロビア、ニュージョージア、コールドウェル、ミルスバーグの4居住区が合併し、モンセラード郡が成立した。
1922年、モンロビアが連邦区として分離したが、1973年7月19日に連邦区は廃止されモンセラード郡に戻った。
1984年にボミ郡が、1985年にマージビ郡が分立した。